# Kurganski Sawod Koljosnych Tjagatschei
Das Kurganski Sawod Koljosnych Tjagatschei (russisch Курганский завод колесных тягачей, abgekürzt mit KZKT (russisch КЗКТ), auf Deutsch Kurganer Radschlepperwerk) war ein sowjetisch/russischer Fahrzeugbauer, der in Kurgan ansässig war. Das Unternehmen stellte hauptsächlich schwere Militärfahrzeuge her.

## Geschichte

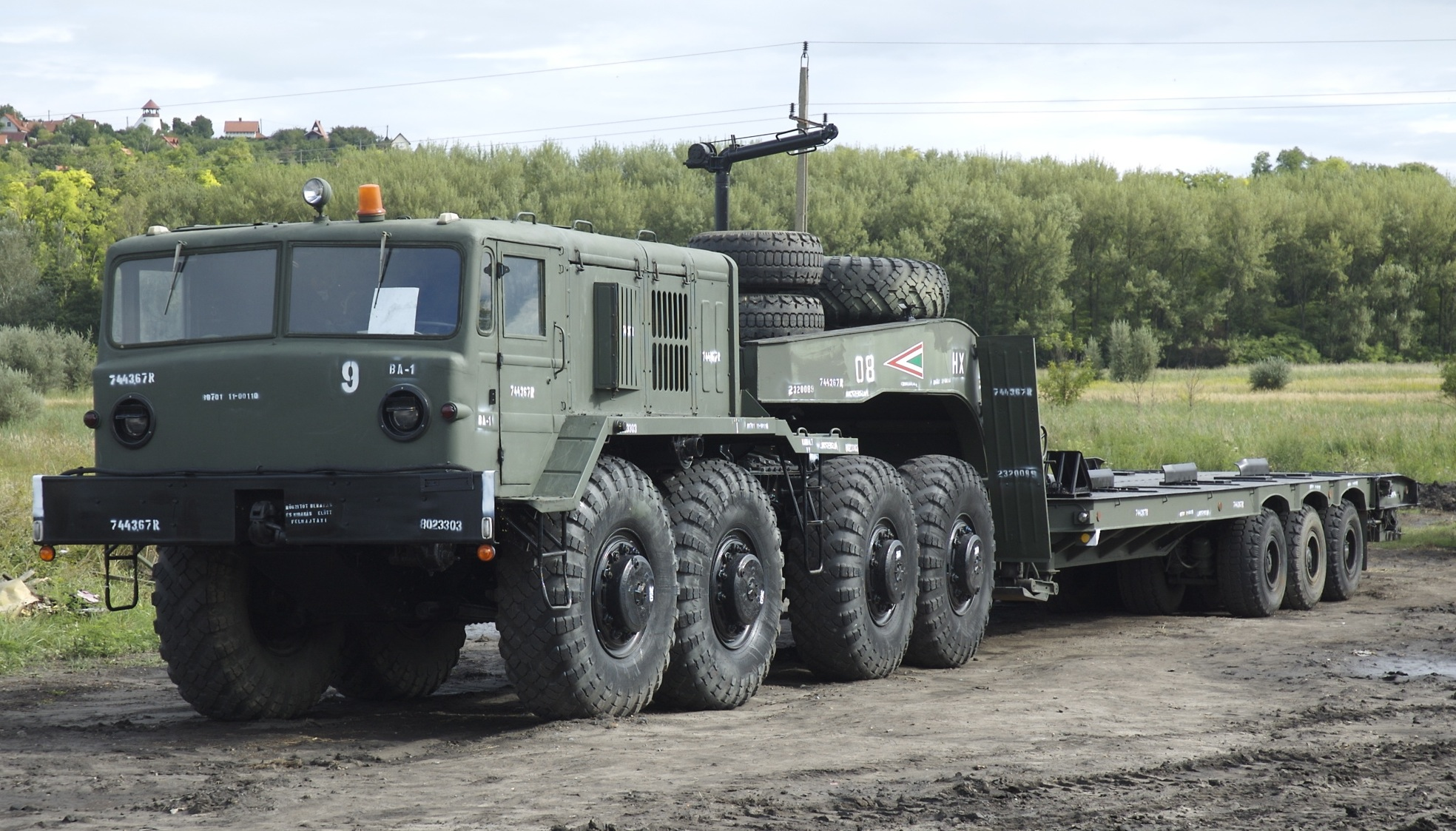
Ein schwerer MAZ-537 aus der Fertigung des Werks (2011)

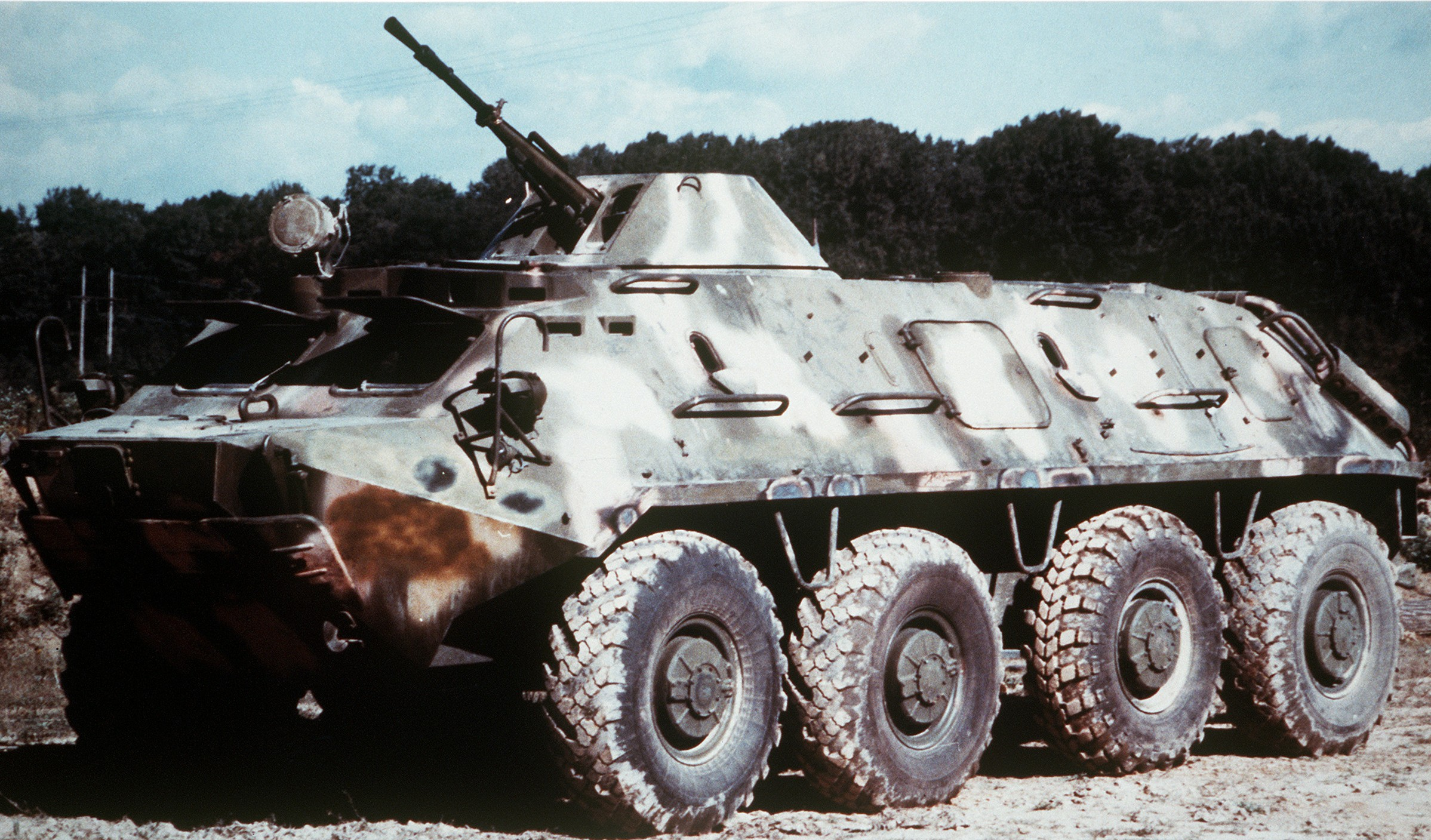
Radpanzer BTR-60, der auch bei KZKT gebaut wurde

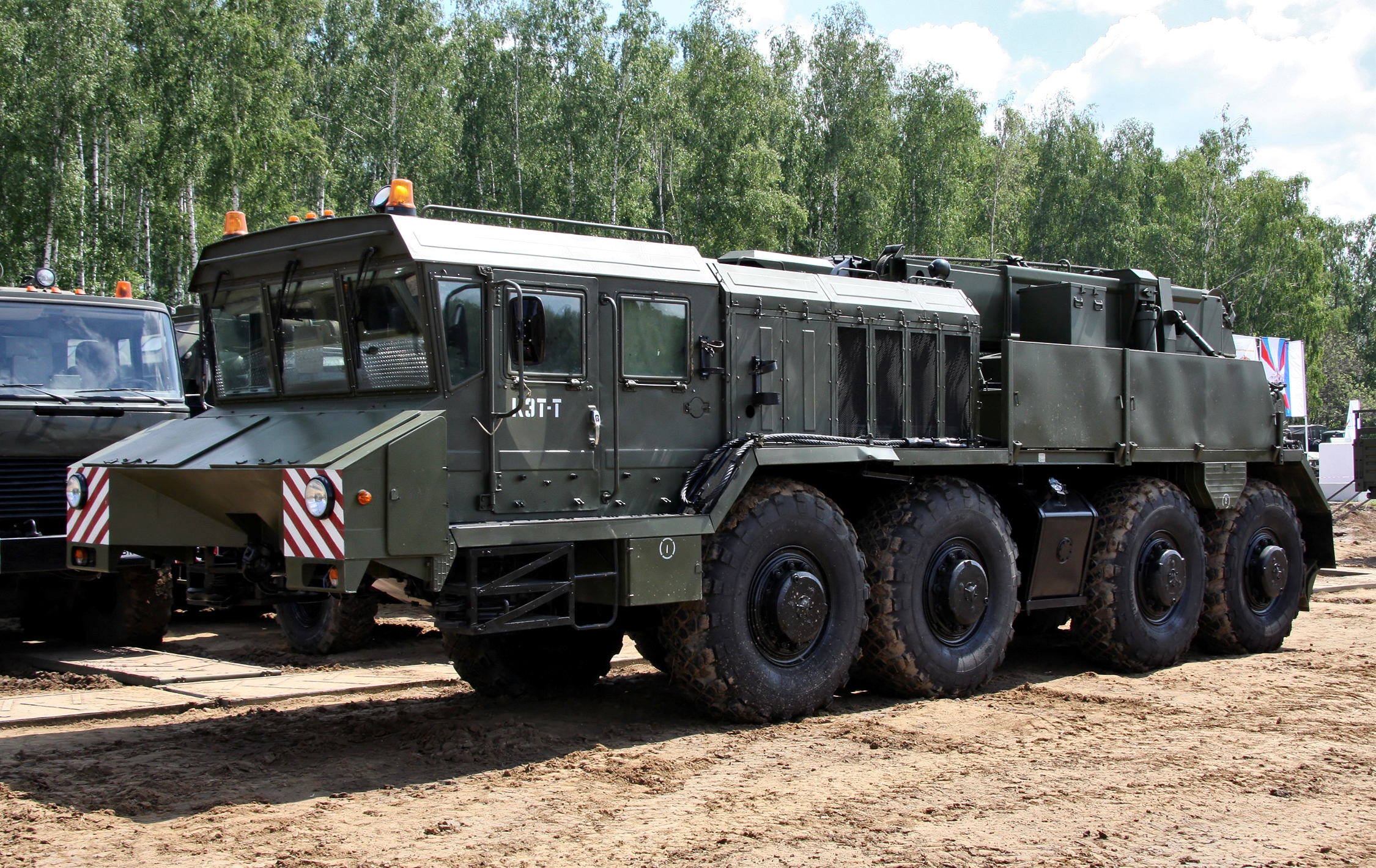
Ein Bergefahrzeug KET-T auf dem Fahrgestell des KZKT-7428 „Russitsch“

Das Werk wurde 1950 als Produktionsstätte von Uralselmasch gegründet, einem Werk aus Bissert, das landwirtschaftliches Gerät produzierte. Bis in die 1960er Jahre hinein wurden Feldhäcksler, Dreschmaschinen und Traktorenteile hergestellt.
Im Jahr 1961 wurde die Produktion der schweren Zugmaschine MAZ-535 aus dem Minski Awtomobilny Sawod in das Zweigwerk von Uralselmasch nach Kurgan verlagert, womit das Unternehmen eine neue Ausrichtung erhielt. Ab 1963 wurde auch der MAZ-537 hier gebaut, was die sowjetische Führung veranlasste, das Werk am 11. Juni 1966 in Kurganski Sawod Koljosnych Tjagatschei umzubenennen. Das Fahrzeug sollte noch bis 1990 in Produktion bleiben und eines der bekanntesten Produkte des Werks werden. Auch verschiedene andere militärische Maschinen wie der MAZ-538 wurden später bei KZKT gebaut.
Das erste selbst entwickelte Fahrzeug entstand mit dem KZKT-545 in den 1970er-Jahren. Dabei handelte es sich im Wesentlichen um einen MAZ-537 mit vergrößerter Kabine.
Während der Perestroika blieb das Werk längere Zeit ohne Aufträge. Trotzdem entwickelte man eine neue Generation schwerer militärischer Zugmaschinen. Das Basisfahrzeug wurde der KZKT-7428 „Russitsch“, den man ab 1990 in Serie produzierte und der den MAZ-537 nach 30 Jahren Produktionszeit ersetzte. In dieser Zeit wurde das ehemalige Staatsunternehmen auch umstrukturiert und in eine offene Aktiengesellschaft (OAO) überführt. Der neue Unternehmensname lautete „OAO Russitsch“ (russisch ОАО «Русич»).
Trotz des neuen Modells gingen die Produktionszahlen insbesondere nach dem Jahr 2000 kontinuierlich zurück. 2003 wurden noch 32 Fahrzeuge gebaut, 2004 nur noch 26. Ein Jahr später, 2005, erklärte ein Gericht die Gesellschaft zum ersten Mal für zahlungsunfähig. Daraufhin verlegte sich das Unternehmen darauf, das Werk und die dazugehörigen Immobilien zu verkaufen. Am 28. April 2011 wurde die nun unter „OAO Russitsch - KZKT“ firmierende Gesellschaft erneut vor Gericht für bankrott erklärt. Mittlerweile ist das Unternehmen vollständig aufgelöst.

## Modelle
Die nachfolgende Übersicht erhebt keinen Anspruch auf Vollständigkeit, soll aber einen Überblick über die wichtigsten vom Werk gefertigten Fahrzeuge bieten.
- BTR-60[5]
- MAZ-535 (1961–1964)
- MAZ-537 (1963–1990)
- KZKT-545
- KZKT-7428 „Russitsch“ (1990–2011)
- KZKT-8005 (Fahrgestell des KZKT-7428 für militärische Spezialaufbauten wie das Bergefahrzeug KET-T)